# برنارد دابلیو. برتون
برنارد دابلیو. برتون (انگلیسی: Bernard W. Burton؛ ‏ ۲۴ دسامبر ۱۸۹۸ – ۲۶ فوریهٔ ۱۹۹۱) تدوین‌گر، تهیه‌کننده فیلم و فیلم‌بردار اهل ایالات متحده آمریکا بود.
از فیلم‌هایی که وی در آن‌ها نقش داشته‌است، می‌توان به قایق نمایش، جوانان مبارز، پنجه گربه، استقبال از خطر و یکصد مرد و یک دختر اشاره نمود که برای فیلم اخیر در سال ۱۹۳۷ نامزد دریافت جایزه اسکار بهترین تدوین شد.